# سياسة جمهورية قبرص
سياسة جمهورية قبرص، تعمل في إطار نظام رئاسي ديمقراطي جمهوري، حيث رئيس قبرص هو رئيس الدولة والحكومة، وتتبع التعدية الحزبية. تتمثل السلطة التنفيذية في الحكومة. والسلطة التشريعية تتقاسمها الحكومة ومجلس النواب القبرصي. القضاء في قبرص مستقل عن السلطتين التنفيذية والتشريعية.
قبرص هي جزيرة منقسمة. منذ عام 1974، اعترف بها دولياً بادارة جمهورية قبرص للثلثين الجنوبيين من الجزيرة، وتحتل تركيا وتدير الجمهورية التركية لقبرص الشمالية، وهذا ما تعترف به رسمياً تركيا فقط، ويمثل الجزء الشمالي من الجزيرة.

## تقسيم قبرص

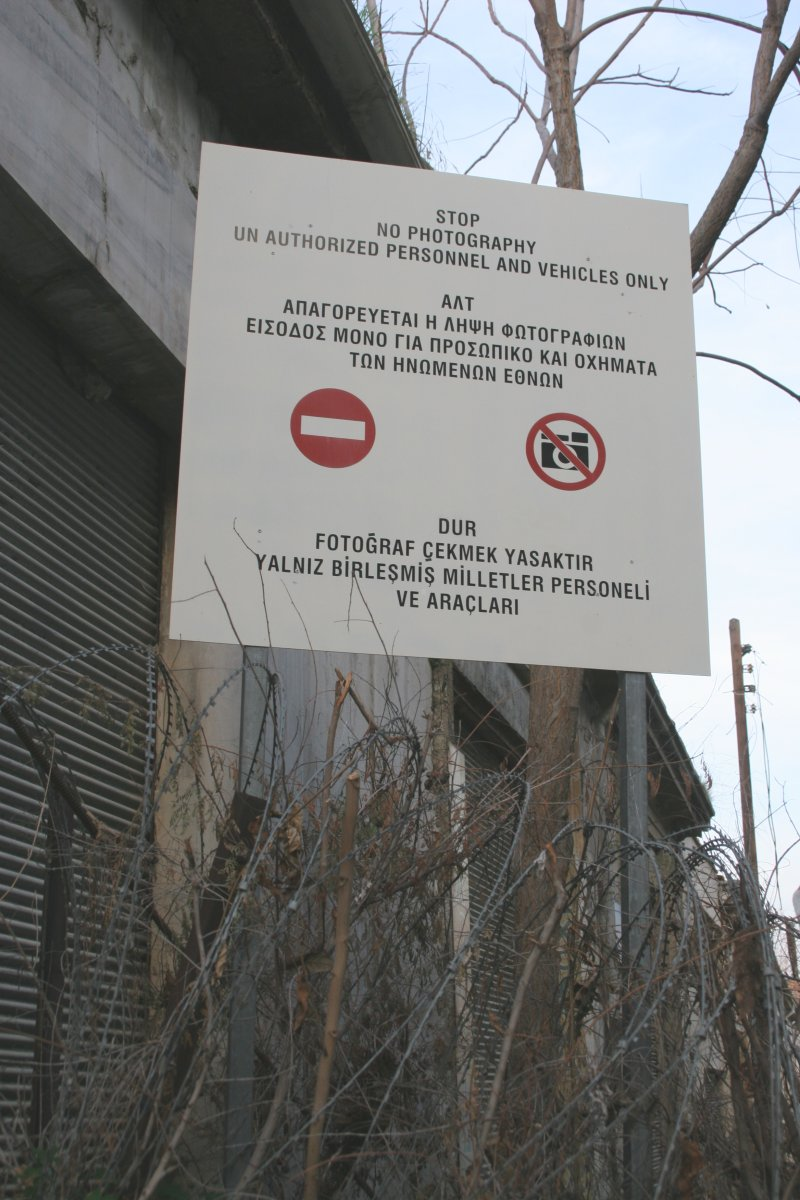
انقسمت نيقوسيا العاصمة منذ عام 1973. توجد منطقة عازلة أممية تفصل بين القطاعين.

## الدستور
طبقا للتنوع الطائفي في الجزيرة فإن دستور البلاد الذي تم تطبيقه عام 1960 بعد الاستقلال عن بريطانيا قسم المناصب السياسية بين القبارصة اليونانيين والقبارصة الأتراك، مع جعل القبارصة اليونانيين أخذ غالبية المناصب لكونهم يشكلون غالبية السكان.

## الأحزاب السياسية والانتخابات
دستور عام 1960 وضع الأسس للنظام السياسي في البلاد. رئيس البلاد هو أيضا رئيس الحكومة. حسب دستور 1960 فإن منصب نائب الرئيس يشغله دائما قبرصي تركي، ولكنه بعد التدخل التركي في قبرص عام 1974، والذي لحق انقلاباً نفّذه عدد من الضباط اليونانيّين على نظام الحكم القبرصي، ومن ثمّ ا نشأء جمهورية شمال قبرص فإن هذا المنصب غير مشغول حاليا. مجلس الوزراء يعين من قبل رئيس الدولة ونائبه. يتم انتخاب الرئيس من خلال انتخاب مباشر، فترة الرئاسة تبلغ مدة خمس سنوات. البرلمان القبرصي (Vouli Antiprosopon) يتكون من حجرة واحدة، كانت مقاعده ال 80 في الأصل محجوزة ل 56 نائب قبرصي يوناني و 24 نائب قبرصي تركي. الآن فقط المقاعد اليونانية محجوزة. أهم الأحزاب السياسية في قبرص هي:
| - حزب الشعب العامل (AKEL): يساري    |
| - الحزب الديمقراطي(DIKO): محافظ     |
| - التجمع الديمقراطي(DISY): يميني    |
| -الديمقراطيون الموحدون(ED): ليبرالي |

## جماعات الضغط السياسي والزعماء
1. اتحاد العمال القبارصة (Σ.Ε.Κ. Συνομοσπονδία Εργατών Κύπρου)
2. تجمع نقابات العمال الثوريين
3. اتحاد العمال القبرصي (Π.Ε.Ο. Παγκύπρια Εργατική Ομοσπονδία)
4. الفثريا مبادرة المواطنين (Πρωτοβουλία Πολιτών Ελευθερία)

## التقسيمات الادارية
العاصمة الرسمية وأكبر المدن هي نيقوسيا (حوالي 195,000 نسمة). ليماسول (حوالي 150,000 نسمة) هي ثاني أكبر مدينة، تليها لارنكا (حوالي 66,000 نسمة)، بافوس (حوالي 36,000 نسمة)، فاماگوستا (حوالي 28,000 نسمة) وكيرينيا (حوالي 13,000 نسمة). جميعهم يقعوا في الجزء اليوناني من قبرص ما عدا العاصمة، فهي مقسمة بين الطرفين، وكيرينيا الواقعة في شمال البلاد.
| خريطة قبرص    | Districts           | باليونانية               | بالتركية name     |
| ------------- | ------------------- | ------------------------ | ----------------- |
|               | منطقة فاماغوستا     | Αμμόχωστος (Ammochostos) | Gazimağusa/Mağusa |
| منطقة كيرينيا | Κερύvεια (Keryneia) | Girne                    |                   |
| منطقة لارنكا  | Λάρνακα (Larnaka)   | Larnaka/İskele           |                   |
| منطقة ليماسول | Λεμεσός (Lemesos)   | Limasol/Leymosun         |                   |
| منطقة نيقوسيا | Λευκωσία (Lefkosia) | Lefkoşa                  |                   |
| منطقة بافوس   | Πάφος (Pafos)       | Baf/Gazibaf              |                   |

## العضويات في المنظمات الدولية
كومنولث الأمم، CCC، مجلس اوروپا، البنك الأوروبي لإعادة البناء والتنمية، ECE، EPO، الاتحاد الاوروپي، FAO، مجموعة ال77، IAEA، البنك الدولي للإنشاء والتعمير، ICAO، المحكمة الجنائية الدولية، الغرفة التجارية الدولية، مؤسسة التنمية الدولية، IFAD، IFC، الحركة الدولية للصليب الأحمر والهلال الأحمر ،IHO، منظمة العمل الدولية، صندوق النقد الدولي، المنظمة البحرية الدولية، المنظمة الدولية للأتصالات عبر الأقمار الصناعية المتنقلة، إنتل سات، الإنترپول، اللجنة الاولمپية الدولية، منظمة الهجرة الدولية، المنظمة الدولية للمعايير، الاتحاد الدولي للاتصالات، اتحاد النقابات الدولي، حركة عدم الإنحياز(عضو منذ 1961، مراقب بعد 2004)، منظمة الدول الأمريكية (مراقب)، OPCW، OSCE، المحكمة الدائمة للتحكيم، الأمم المتحدة، مؤتمر الأمم المتحدة للتجارة والتنمية، اليونسكو، منظمة الأمم المتحدة للتنمية الصناعية، الاتحاد البريدي العالمي, الاتحاد العالمي لنقابات العمال ‏، منظمة الصحة العالمية، منظمة الملكية الفكرية العالمية، منظمة الأرصاد الجوية العالمية، منظمة الصناعة العالمية، منظمة التجارة العالمية

## قراءات إضافية
- James Ker-Lindsay and Hubert Faustmann (eds.) (2009). The Government and Politics of Cyprus. Peter Lang. ISBN:978-3-03911-096-4. {{استشهاد بكتاب}}: |مؤلف= باسم عام (مساعدة)

## وصلات خارجية
- Cyprus Government على مشروع الدليل المفتوح
- Cyprus Elections by KyproEkloges.com نسخة محفوظة 27 مايو 2009 على موقع واي باك مشين.

- موقع الحكومة
- موقع عن قبرص باليوناني
- صور من قبرص
- information and news about both parts of Cyprus
- دليل قبرص للمواقع
- قبرص الهوية المنشقة استطلاع مصور من مجلة العربي .